# 布吕耶莱马尔谢讷
布吕耶莱马尔谢讷（法語：Bruille-lez-Marchiennes，法語發音：[bʁɥij lɛ maʁʃjɛn]，意为“马尔谢讷附近的布吕耶”）是法国上法蘭西大區北部省的一个市镇，属于杜埃区。

## 地理
布吕耶莱马尔谢讷（50°21'32"N, 3°14'38"E）面积4.33 平方千米，位于法国上法蘭西大區北部省，该省份为法国最北部的省份及最长的省份，西北濒北海，西接加来海峡省，南至埃纳省和索姆省，东与比利时接壤。
与布吕耶莱马尔谢讷接壤的市镇（或旧市镇、城区）包括：略莱、索曼、阿尼什、欧贝尔希库尔、埃卡永、佩康库尔。
布吕耶莱马尔谢讷的时区为UTC+01:00、UTC+02:00（夏令时）。

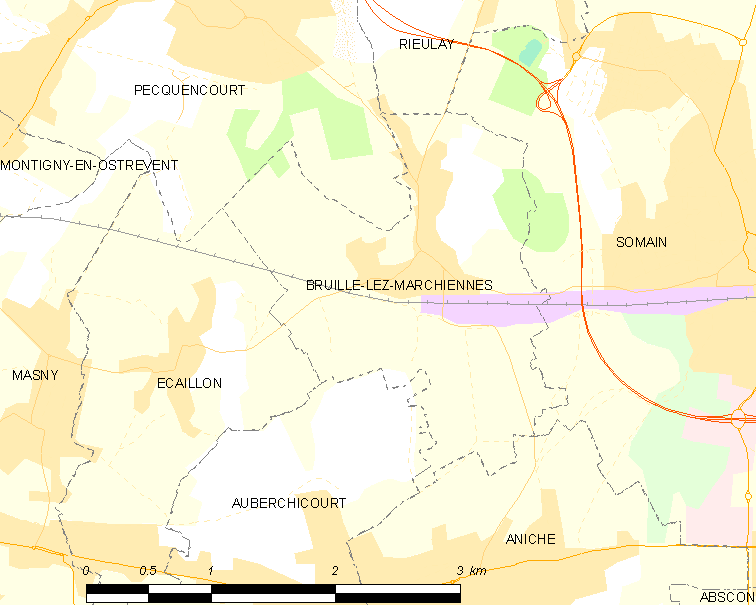
布吕耶莱马尔谢讷的OSM定位图

## 行政
布吕耶莱马尔谢讷的邮政编码为59490，INSEE市镇编码为59113。

## 政治
布吕耶莱马尔谢讷所属的省级选区为桑勒诺布勒县。

## 人口

1962-2008年间布吕耶莱马尔谢讷人口变化图示

布吕耶莱马尔谢讷于2022年1月1日时的人口数量为1345人。